# Chloroclysta viridissima
Chloroclysta viridissima är en fjärilsart som beskrevs av Feichenberger 1962. Chloroclysta viridissima ingår i släktet Chloroclysta och familjen mätare. Inga underarter finns listade i Catalogue of Life.